# Associació Iemenita
Associació Iemenita (hebreu: התאחדות התימנים‎, transliteració: Hitahdut ha-Temanim) fou un partit polític d'Israel fundat per jueus iemenites el 1920. Es presentà a les eleccions legislatives d'Israel de 1949, a les que va obtenir justament l'1% i assolí un escó per al seu cap Zecharia Glosca.
Tot i l'afluència de jueus iemenites a Israel al país provocada per l'Operació Catifa Màgica, un pont aeri massiu de jueus a Israel des al Iemen el 1949-50, el partit no va aconseguir atraure nous votants i de nou només va guanyar un escó a les eleccions de 1951, encara que aquesta vegada el llindar electoral va ser superat per més de mil vots. L'escó fou ocupat per Shimon Garidi.
El 10 de setembre de 1951 el partit es va fusionar amb els Sionistes Generals. El 26 de juny de 1955 Garidi anunciar que s'havia separat dels Sionistes Generals per a refundar el partit, però la mesura no va ser reconegut pel comitè del partit. Es presentà independentment a les eleccions legislatives d'Israel de 1955, però no va obtenir cap escó.
Una fusió posterior dels Sionistes Generals i el Partit Progressista va portar a la formació del Partit Liberal, que va esdevenir la tercera més gran de la Kenésset a les eleccions de 1961. El Partit Liberal es va unir amb Herut per formar Gahal, que finalment va esdevenir el Likkud.